# Крестовоздвиженский монастырь (Полтава)
Полтавский Крестовоздвиженский женский монастырь (укр. Полтавський Хрестовоздвиженський жіночий монастир) — монастырь Полтавской епархии Украинской православной церкви, памятник архитектуры национального значения (охранный номер 583).

## История
Основан в 1650 году как мужской монастырь в честь Воздвижения Честного и Животворящего Креста Господнего игуменом Лубенского Мгарского монастыря Калистратом при содействии Полтавского полковника Мартына Пушкаря, других казацких старшин и мещан. Стал самым южным среди полковых монастырей Гетманщины XVII века, пережил множество различных набегов, как татарских, так и казацких. В мае 1709 года монастырь был резиденцией Карла XII.
Упразднен в 1923 году. В 1942 году обитель восстанавливает свою деятельность, но уже как женский монастырь. Снова закрыт в 1960 году, более 80-ти монахинь вывезены в Лебединский монастырь. В 1991 году повторно восстанавливает свою деятельность как женский общежительный.

## Архитектура

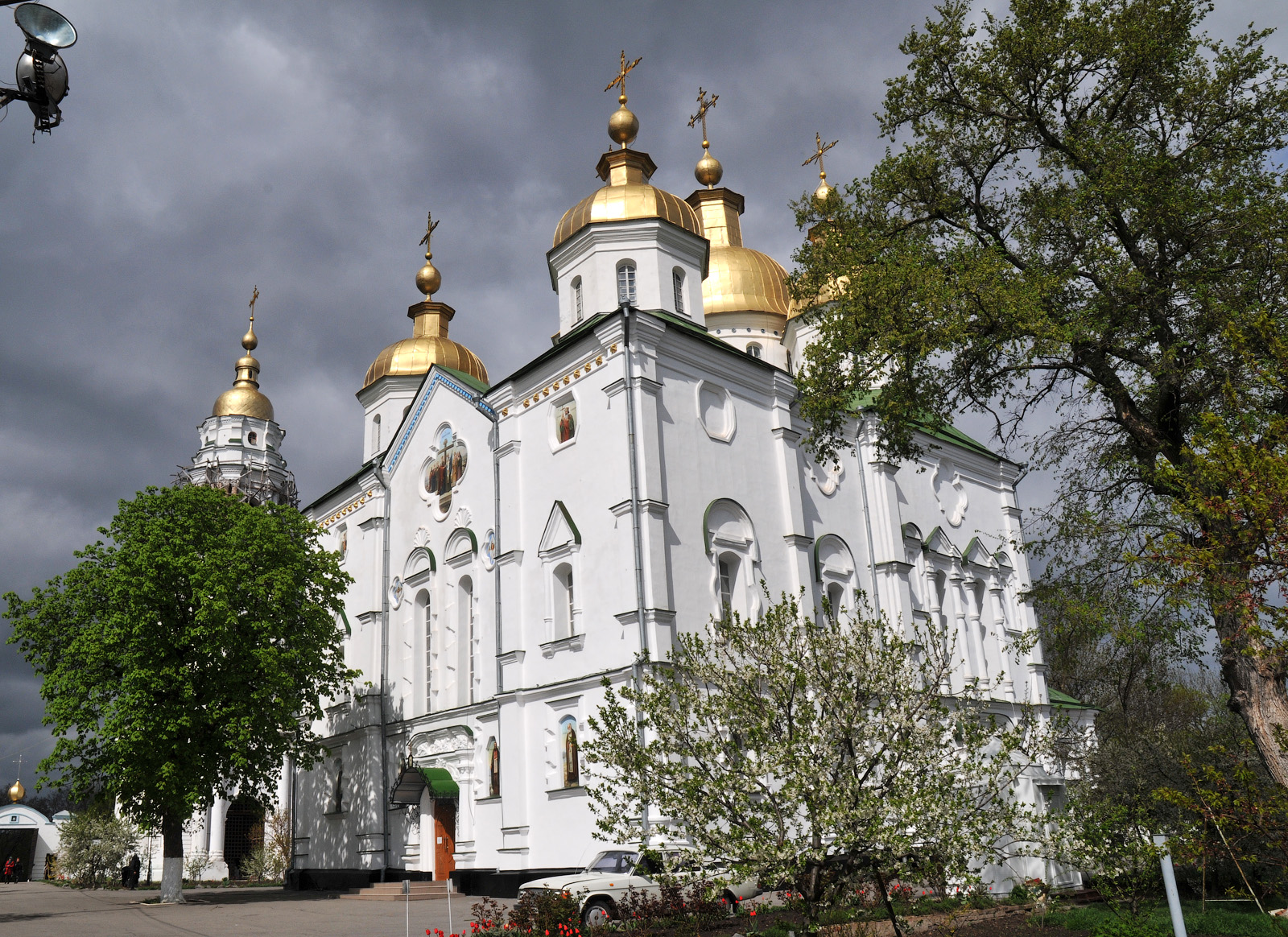
Крестовоздвиженский собор

Собор монастыря заложен в 1689 году, строительство начато в 1699 году на средства генерального судьи казацкого войска Василия Леонтьевича Кочубея. После смерти отца достраивал собор его сын В. В. Кочубей, точных сведений о дате завершения строительства нет (1709, 1756 в разных источниках), освящен в 1756 году.
Со временем собор неоднократно переделывали, он сильно пострадал в годы войны. Сейчас собор является доминантой монастырского ансамбля и всего ландшафта Полтавы и её окрестностей. Он построен в стиле украинского барокко, длина храма 30 метров, высота купола — 28. В основу плана положено типовое решение древнерусского трёхнефного храма с четырьмя пилонами, на которые опирается центральный купол. Уникальность собора в том, что это один из немногих сохранившихся на Украине соборов с семью куполами. Плоскости стен оживляют расположенные в три яруса окна и ниши разнообразных форм и размеров с причудливыми наличниками. Крестовоздвиженский собор напоминает собор Мгарского монастыря в Лубнах и Троицкий собор Троице-Ильинского монастыря в Чернигове. Однако купола полтавского собора поставлены по другому, детали окон и дверей выполнены иначе.
Рядом с храмом в 1786 году была построена кирпичная четырёхъярусная колокольня высотой в 47 метров, в стиле позднего барокко, имитирующая самую высокую колокольню Российской империи — в Киево-Печерской лавре.
Как и киевская, полтавская колокольня имела 10 колоколов. Второй ярус колокольни украшен орнаментом и фигурками двух ангелов, держащих императорскую корону. На этом же ярусе с начала XIX века находилась стенописная чудотворная икона Скорбящей Богоматери «Упование всех концов земли».

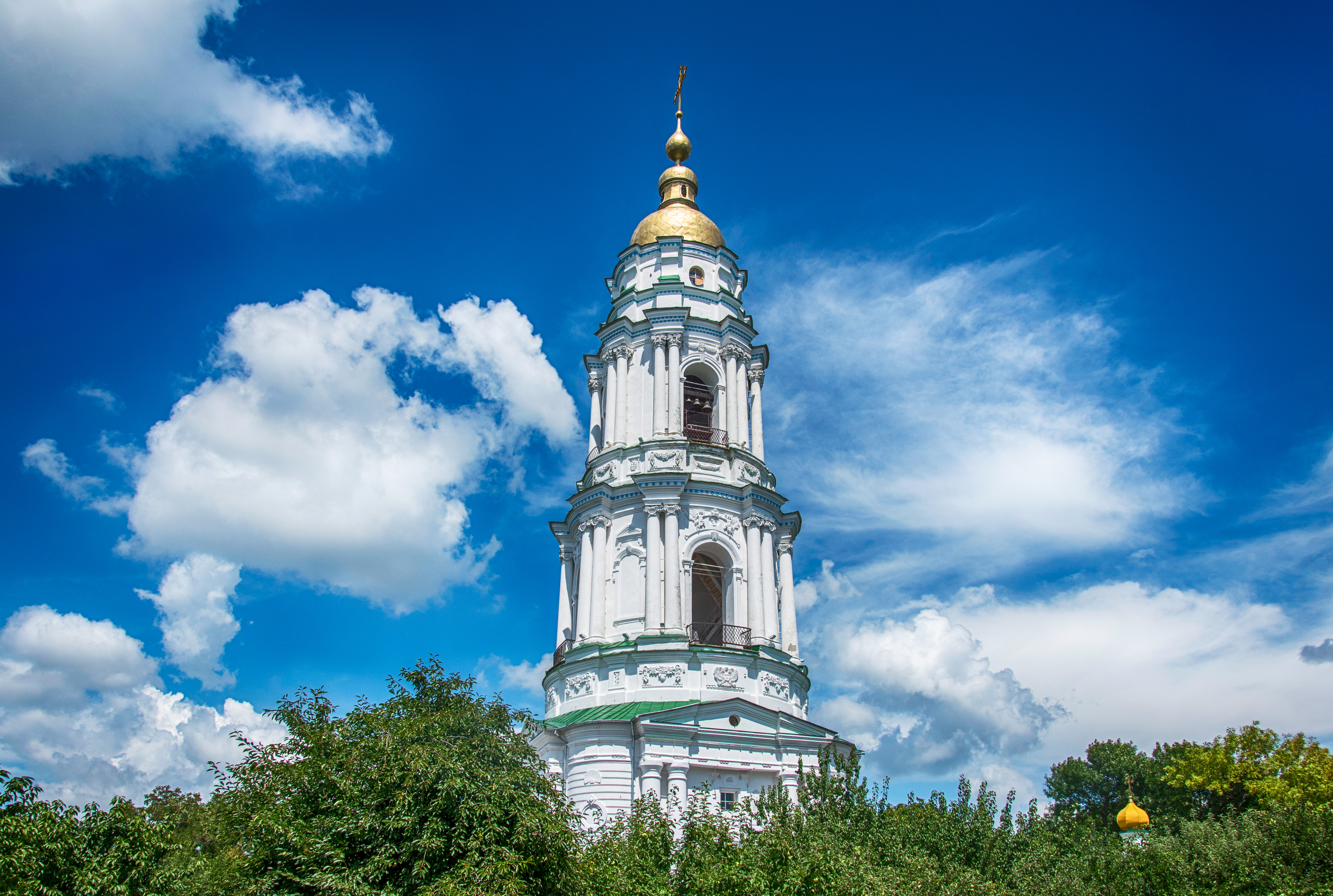
Колокольня
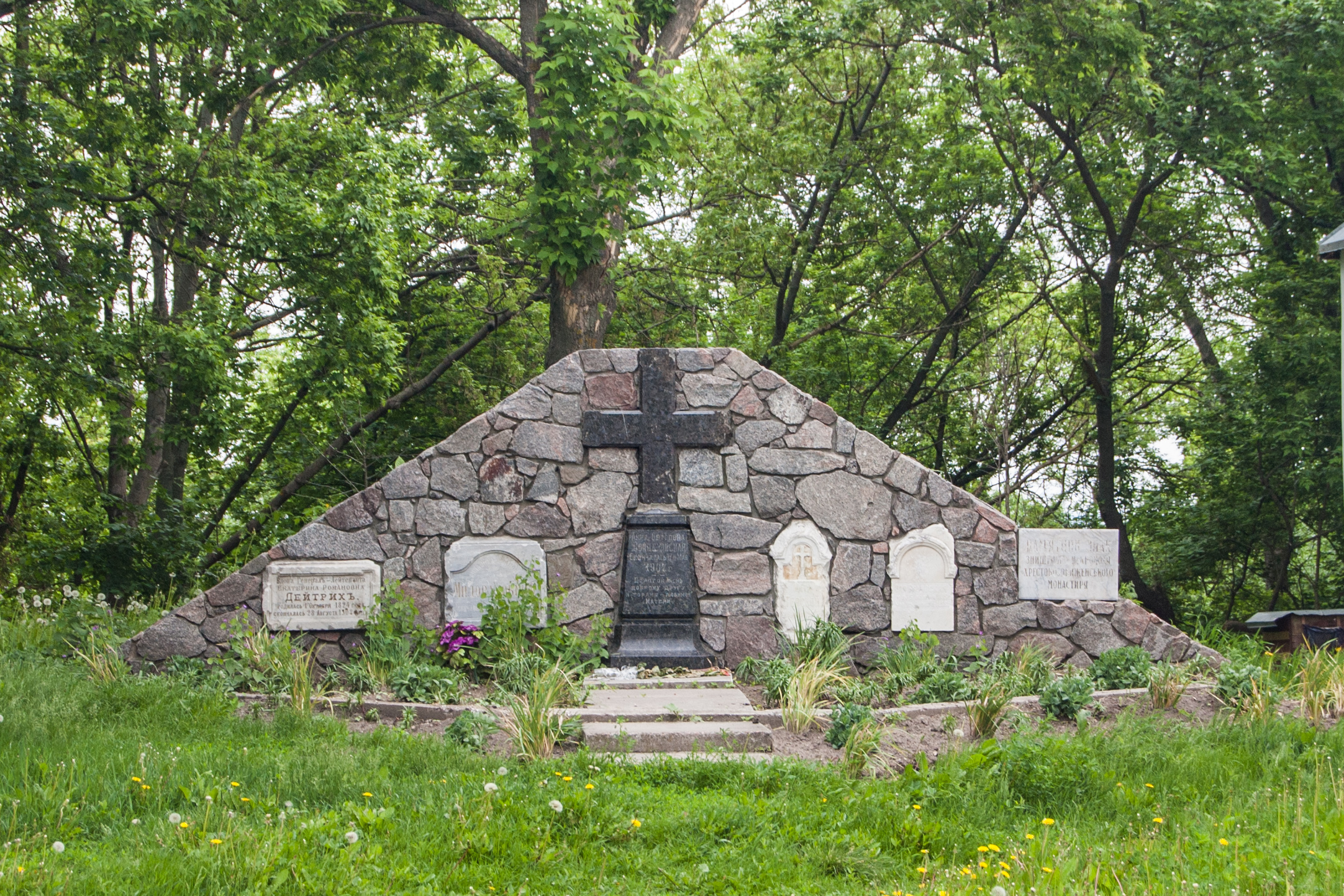
Могилы у входа в монастырь
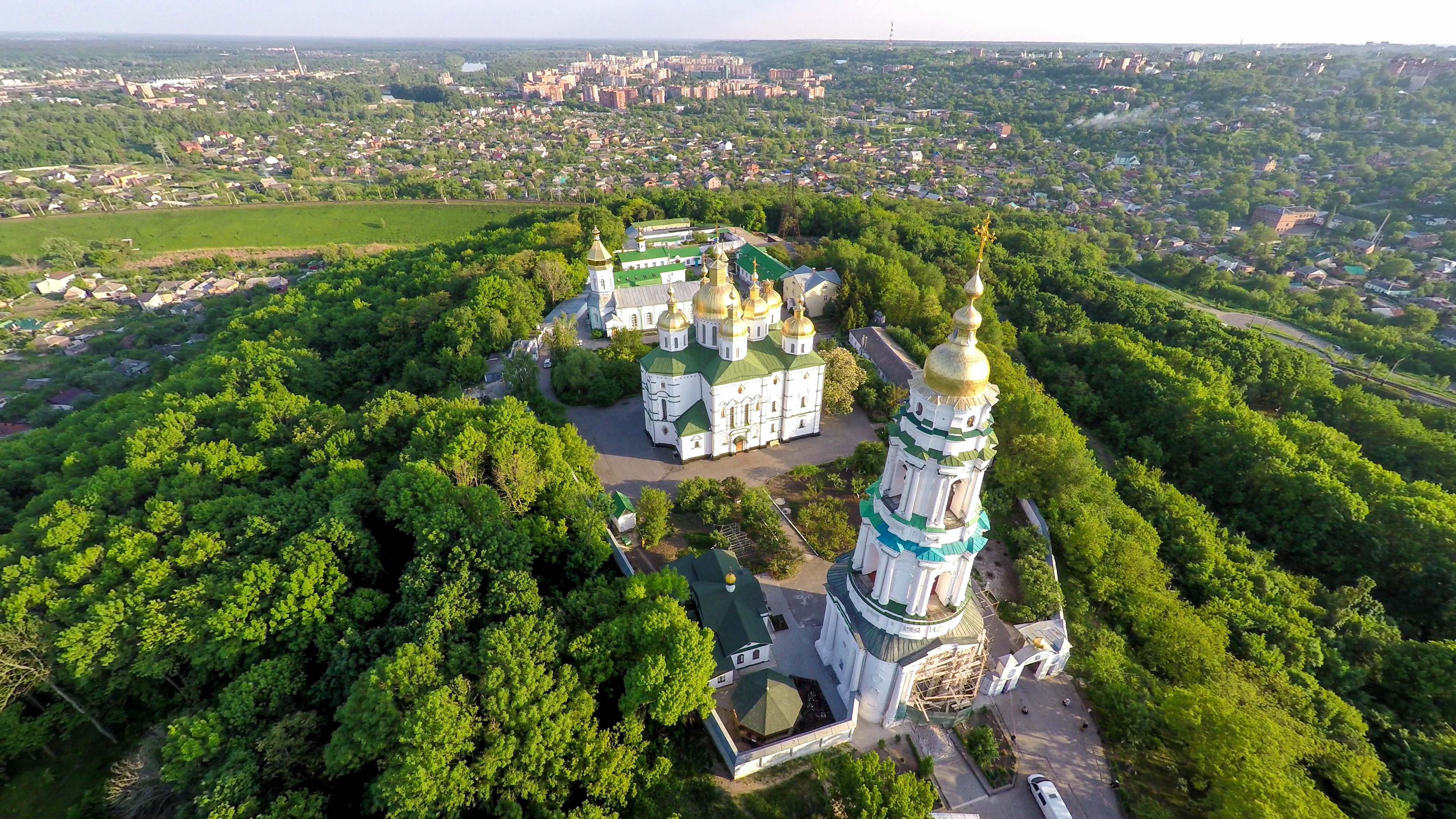
Общий вид
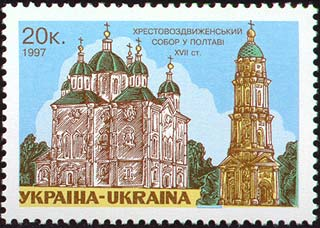
Крестовоздвиженский собор на марке Украины (1997)
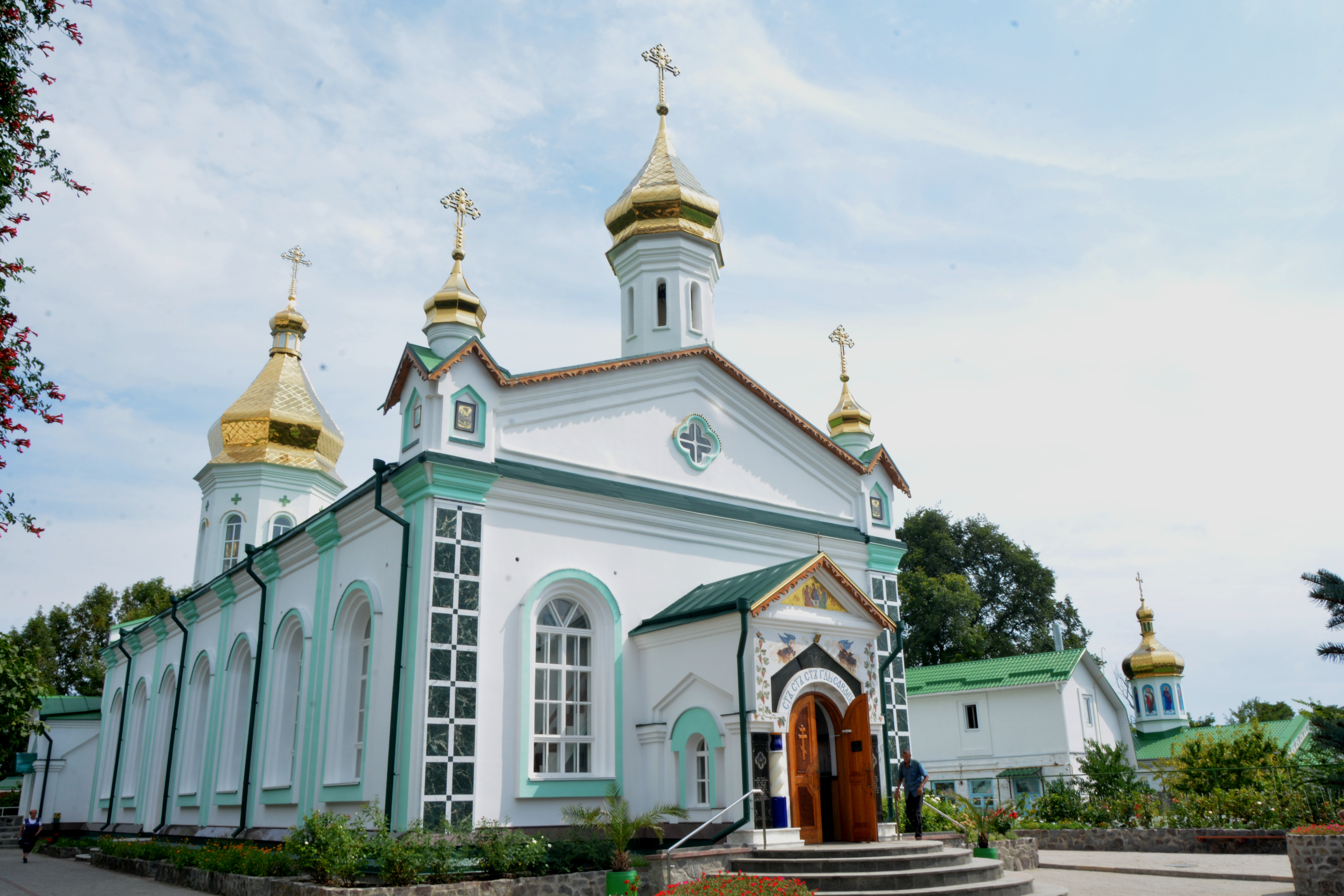
Трапезная церковь